# Orthostixis cinerea
Orthostixis cinerea är en fjärilsart som beskrevs av Hans Rebel 1916. Orthostixis cinerea ingår i släktet Orthostixis och familjen mätare. Inga underarter finns listade i Catalogue of Life.